# Voitto Hellsten
Voitto Valdemar Hellsten (Pertteli, 15 febbraio 1932 – Turku, 7 dicembre 1998) è stato un velocista finlandese, vincitore della medaglia di bronzo alle Olimpiadi di Melbourne 1956 nei 400 metri piani.
Nella stessa specialità aveva vinto l'argento agli Europei 1954, a cui aggiunse un bronzo nella staffetta. Nel 1955 venne eletto sportivo finlandese dell'anno.